# 多裂委陵菜
多裂委陵菜（学名：Potentilla multifida）为蔷薇科委陵菜属的植物。分布于广布于北半球欧亚美三洲以及中国大陆的陕西、河北、云南、四川、甘肃、内蒙古、西藏、黑龙江、吉林、青海、辽宁、新疆等地，生长于海拔1,200米至4,300米的地区，常生长在山坡草地、沟谷或林缘，目前尚未由人工引种栽培。

## 别名
细叶委陵菜（东北植物检索表） 白马肉（甘肃）

## 异名
- Potentilla multifida L. var. nubigena Wolf
- Potentilla multifida L. var. ornithopoda (Tausch) Th. Wolf